# Ferenc Kucsera

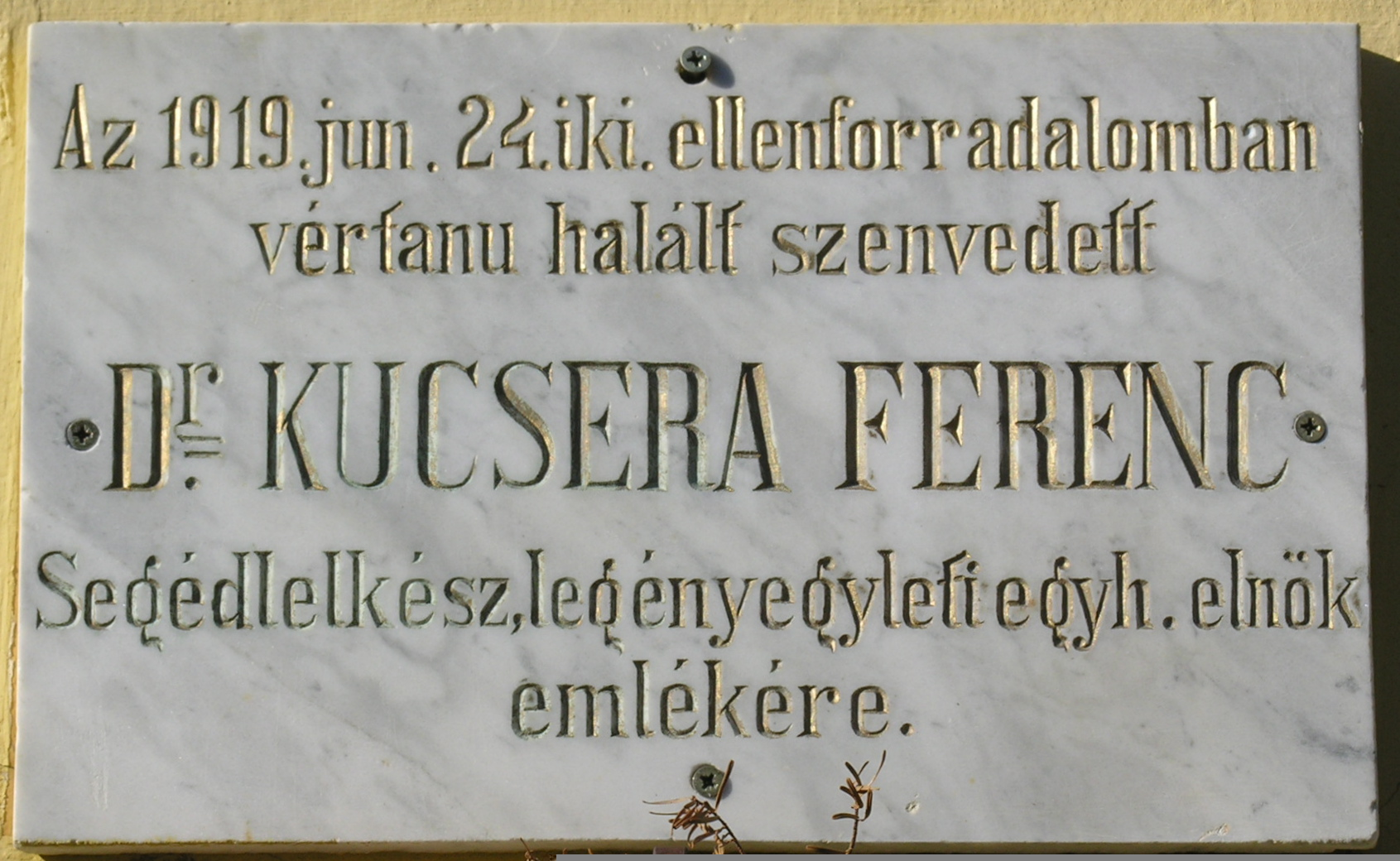
Tablica w Szentendre

Ferenc Kucsera (ur. 23 września 1892 w Levicach, zm. 25 czerwca 1919 w Szentendre) – węgierski kapłan katolicki, doktor, męczennik.

## Życiorys
Pochodził z ubogiej rodziny zamieszkałej w Levicach na obecnej Słowacji, przy ulicy Schöller 21. Był jednym z ośmiorga dzieci. Został rezydentem arcybiskupiego seminarium duchownego w Ostrzyhomiu. Interesował się językiem niemieckim. W 1911 jego praca w tym języku, którą zgłosił do sekcji poezji Magyar elémet Lenau, została nagrodzona dziesięcioma koronami. Maturę zdał 18 maja 1911.
21 czerwca 1915 biskup Antal Fetser z Győr udzielił mu święceń kapłańskich. W 1915 został wikariuszem w Szentendre, gdzie w 1919 ludność i żołnierze próbowali wystąpić zbrojnie przeciwko komunistom reprezentującym Węgierską Republikę Rad (już wcześniej był inwigilowany i nachodzony przez bolszewików, spisano też i częściowo zrabowano majątek kościelny). Oddział terrorystyczny Czerwonej Gwardii wysłany do odwetu na ludności miasta sporządził listę rebeliantów. Chociaż Kucsera nie był zaangażowany w organizację protestu (odmówił nawet wydania kluczy do dzwonnicy), to jednak jego nazwisko, jako popularnego księdza, znalazło się na jednej z czołowych pozycji. Komuniści chcieli dowiedzieć się kto dał sygnał dzwonem kościelnym do rozpoczęcia walki. Z uwagi na brak współpracy został zabrany do lokalnego domu kultury, gdzie czerwoni oficerowie rozkazali go zamordować. Natychmiast został odprowadzony pod eskortą na brzeg Dunaju i zastrzelony. Oficjalne dokumenty w sprawie wypełniono dopiero następnego dnia. Ciało pozostawiono w miejscu egzekucji i po dniu leżenia, bez trumny wrzucono do rowu grobowego.
Następnego dnia rano na grobie złożono dużą ilość wiązanek kwiatów. Ciało ekshumowano w 1921, a po likwidacji dolnego cmentarza w Szentendre spoczął na miejscowej Kalwarii obok innych braci i księży.

## Upamiętnienie
W pobliżu miejsca egzekucji nad Dunajem stoi krzyż pamiątkowy ku jego czci. Ekspozycja Centrum Muzealnego Ferenczego poświęcona jest częściowo jego życiu.
Film Tekinteket o jego życiu zdobył nagrodę dla najlepszego filmu krótkometrażowego na 10. Mirabile Dictu – Międzynarodowym Festiwalu Filmów Katolickich w Rzymie.